# Gymnázium, Střední odborná škola a Střední zdravotnická škola, Jilemnice
Gymnázium, Střední odborná škola a Střední zdravotnická škola Jilemnice, příspěvková organizace se nachází v Jilemnici v budově bývalé textilní školy z roku 1931. Škola nabízí tři obory. Všeobecné osmileté gymnázium, všeobecné čtyřleté gymnázium a čtyřletý obor praktická sestra.

## Historie

### Budování školy
Snaha vybudovat v Jilemnici střední školu se zrodila již ve druhé polovině 19. století. Narážela však na nepřízeň nadřízených orgánů stejně jako na nedostatek finančních zdrojů v místě. Bezprostředním podnětem k založení školy se stalo až roku 1909 zřízení reformovaného gymnázia ve Vrchlabí. Nejbližší česká gymnázia bychom tehdy našli až v Jičíně a Hradci Králové a studium v tak vzdálených místech vyžadovalo značné náklady a pro mnoho dětí bylo nedostupné. Německá vrchlabská škola nabízela mnohem výhodnější podmínky, ale mohla se stát pro české Jilemnicko zdrojem germanizace. Proto na popud výboru Krkonošského okrsku Národní jednoty severočeské byla svolána manifestační schůze do dvorany a zástupci českého obyvatelstva v Podkrkonoší požadovali zřízení střední školy. Dne 26. listopadu 1909 se na návrh městské rady usneslo obecní zastupitelstvo na založení střední školy v Jilemnici, reálného gymnázia typu A s českou vyučovací řečí, s podmínkou, že bude hned prvním rokem zestátněna, zatímco obec poskytne potřebnou budovu. Ještě téhož roku byla odeslána žádost na ministerstvo kultu a vyučování do Vídně. V lednu následujícího roku na návrh starosty města Františka Xavera Jerieho přislíbil obecní výbor 100 000 Korun na stavbu nové budovy. O rok později se deputace městské rady pod vedením starosty odebrala do Vídně k ministrovi kultu a vyučování Karlu hraběti Stürgkhovi a sekčnímu šéfovi Kaněrovi a dosáhla toho, že oba potřebu střední školy uznali. Protože však stále celá záležitost nepostupovala žádoucím tempem, odebrala se v květnu 1912 do Vídně další jilemnická deputace ve složení JUDr. Karel Čermák, František Mařatka a Emil Metyš a intervenovala u poslance Jindřicha Gustava Maštálky. Český poslanecký klub na základě těchto jednání přislíbil podporu. 20. června 1913 nový starosta města JUDr. Karel Čermák mohl podat jilemnickým obyvatelům zprávu, že „Jeho c. k. apoštol. Veličenstvo ráčil Nejvyšším rozhodnutím ze dne 24. 4. 1913 nejmilostivěji povoliti s výhradou ústavního schválení potřebného nákladu, aby se zřídilo počátkem školního roku 1913/14 osmitřídní reálné gymnázium s českou vyučovací řečí v Jilemnici“.
Mezi státem, zastoupeným Zemskou školní radou v Praze, a městskou radou spolu s okresním výborem v Jilemnici byla uzavřena smlouva, jež ve 13 kapitolách v souladu s platným zákonem ukládala obci jilemnické řadu nelehkých povinností. Patřilo mezi ně postavení nové budovy do tří let s tím, že obec ji pak předá státu. Stavba musí obsahovat 12 učeben, exhortní síň s výklenkem pro oltář, jednu kreslírnu s kabinetem, učební síň pro fyziku s příslušným kabinetem a pracovnou, jednu učebnu s pracovnou a kabinetem pro přírodopis, místnost pro přírodovědecká cvičení, zeměpisný a archeologický kabinet, posluchárnu a kabinet chemie, kabinet pro deskriptivní geometrii, knihovnu učitelskou a žákovskou, ředitelnu s předsíní, hovornu, sborovnu, tělocvičnu 20×10 m s příslušenstvím, byt pro ředitele, školníka, potřebné sklepy a půdy, hřiště a botanickou zahradu. V případě, že by obec nedostála svým závazkům, mohla zemská rada potřebné pořídit na nebezpečí a útraty obce Jilemnice.

### První roky gymnázia

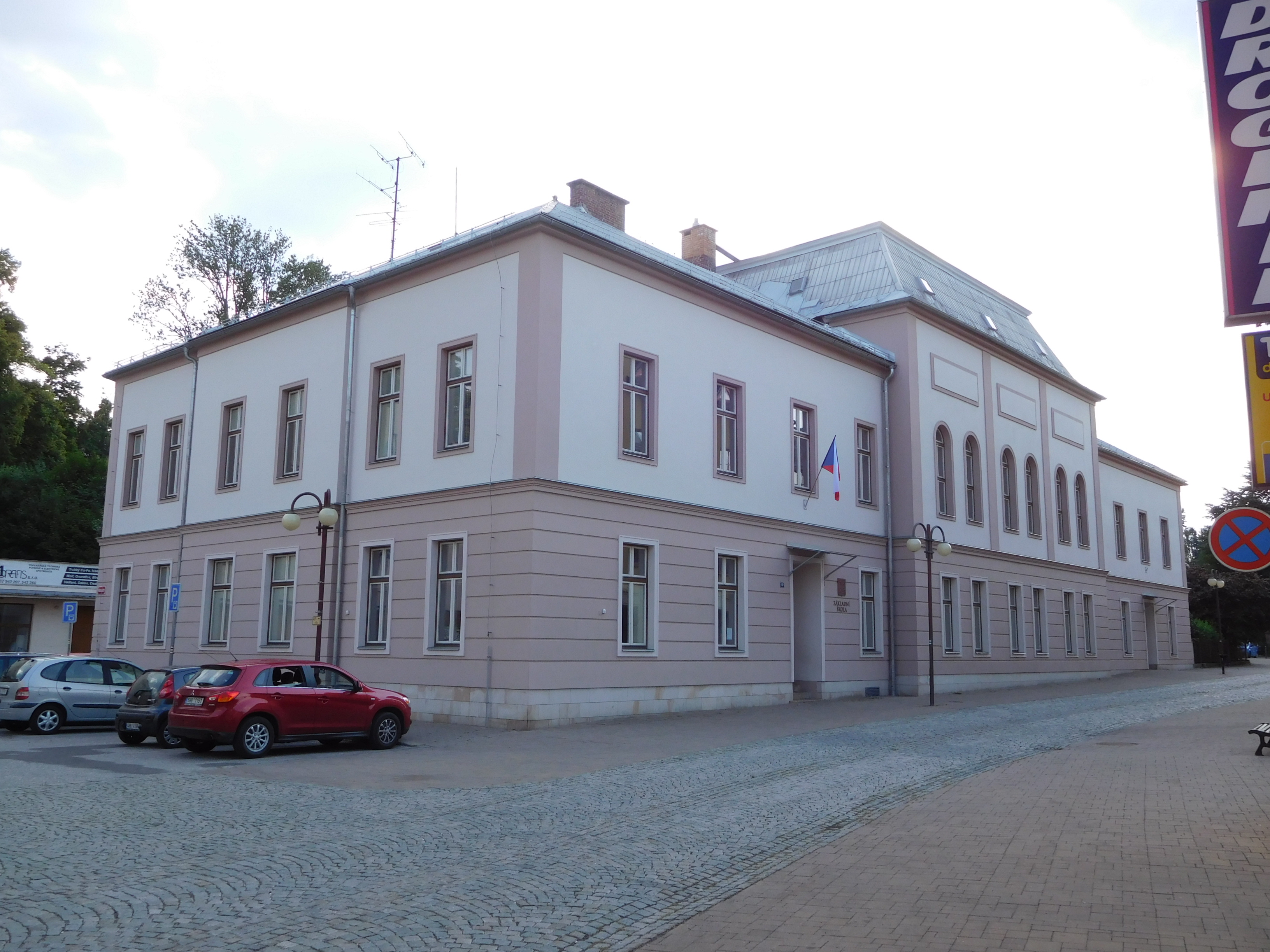
První sídlo jilemnického gymnázia - nová dvorana (dnes ZŠ Jana Harracha)

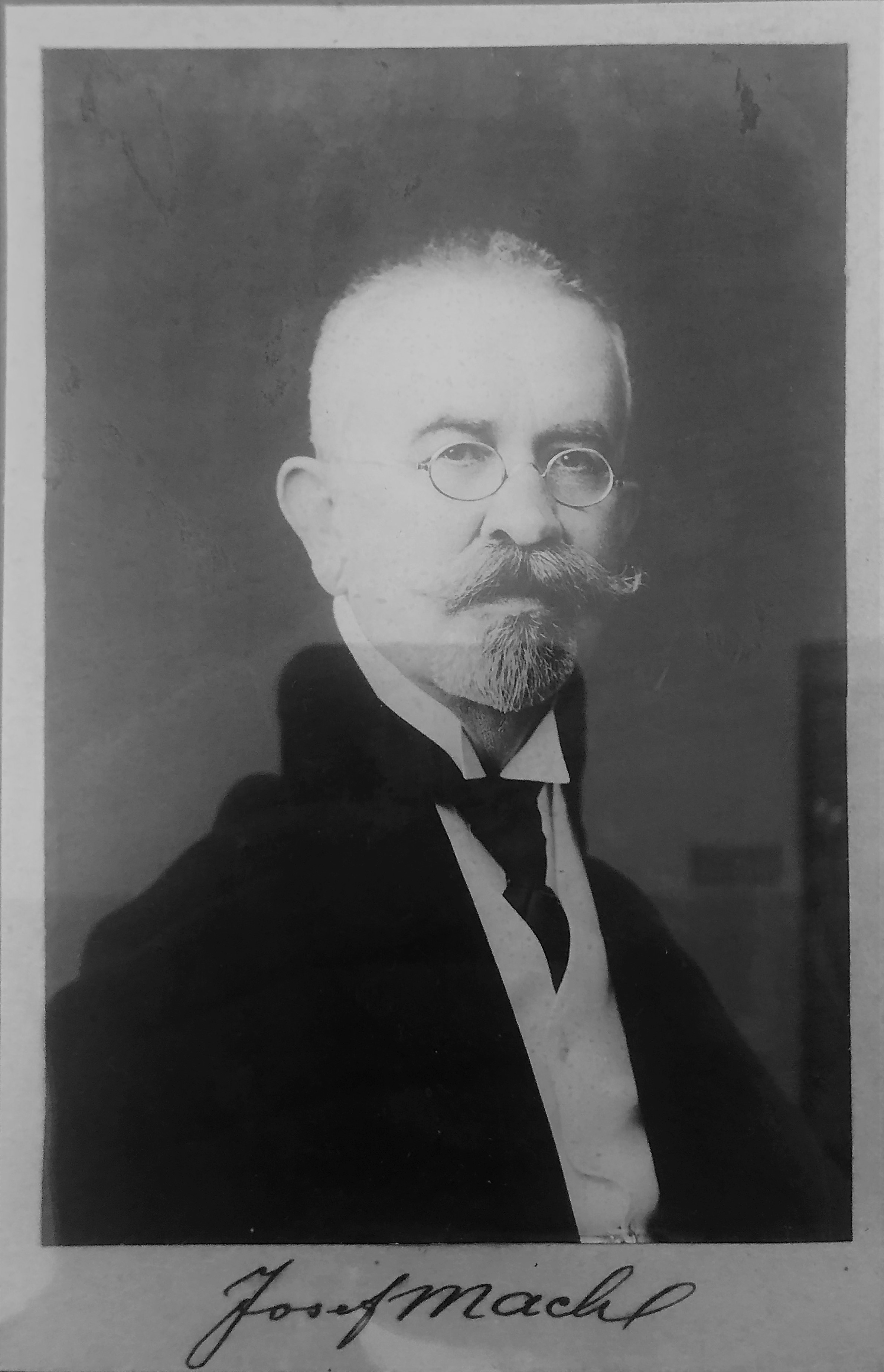
První ředitel školy Josef Mach

Skutečnost se však vyvíjela naprosto odlišně. První třídy byly umístěny provizorně v budově dívčí školy, od roku 1915 byla pro potřeby gymnázia uvolňována budova dvorany (nové radnice čp. 97). Po skončení války se znovu začaly ukazovat nedostatky provizorního řešení, a to nejen prostorové, ale i provozní a hygienické. V roce 1922 byly přistavěny na straně k sokolovně dvě třídy, ale mnoho se tím nevyřešilo, neboť počet studentů záhy překročil 400. Nebohatá obec marně žádala o zproštění předválečného závazku. Situaci nakonec podstatně zlepšila přístavba na jihozápadní straně. Nabízela šest moderních učeben s ústředním topením a stála v příkrém kontrastu k ostatním částem školy s problematickou dispozicí, úzkými chodbami a kamnovým vytápěním. Složitá prostorová situace se nezměnila ani dlouho po skončení II. světové války a ústav, přeměněný na jedenáctiletou střední školu, později střední všeobecně vzdělávací školu, nakonec na čtyřleté gymnázium, se několikrát stěhoval. Stálé a relativně vhodné zakotvení nalezl od roku 1967 v budově někdejších chlapeckých škol, doplněné postupně řadou přístaveb.
Již od počátku si škola v čele s prvním ředitelem Josefem Machem vytvářela sbor převážně kvalitních pedagogů a těšila se v širokém okolí značné vážnosti. Profesoři se v té době exponovali v mnoha směrech. Škola měla studentský orchestr, recitační kroužky, velmi čilý sportovní život (zejména lyžařský) a řadu dalších aktivit. Josef Bernard vynikl nejenom jako přední znalec francouzštiny (studoval mimo jiné i na pařížské Sorbonně), autor učebnice francouzštiny, znamenitý pedagog, ale i jako vynikající divadelní režisér Kolára, Bohumil Košábek a Ladislav Šíma se podíleli na výtvarném životě města, Karel Štětka redigoval předválečný časopis Krkonoše, poměrně rozsáhlé literární a odborné dílo v oblasti fyziky, dějin hudby, poezie za sebou zanechal Josef Machač a Antonín Kadlec působil jako konzervátor památkového úřadu.

### 2. světová válka
Mezi studenty převládali nemajetní a bylo na ně pamatováno řadou nadací. Nicméně i tak pro řadu z nich nevalná výživa, dlouhé každodenní docházení (až 16 km) či komplikované dojíždění představovaly zátěž pro nás už jen obtížně představitelnou. Po záboru pohraničí Hitlerem mnozí studenti stáli před trvalým problémem, jak získat propustku k přecházení hranic, a nakonec jim nezbylo, než ubytovat se v Jilemnici (ve školním roce 1940-41 jich bylo 76). To se již blížila další katastrofa. Poté, co ve třídě VI. A tři studenti parodovali Hitlera, bylo 15. února 1941 gymnázium uzavřeno, několik studentů vyloučeno ze studia na všech školách v protektorátu, jedenáct profesorů suspendováno. Ostatním studentům nezbylo, než odejít na gymnázium do Nové Paky, kam byly také převezeny školní sbírky a archiv, jiní se vrátili na měšťanské školy nebo vyhledali jiné možnosti vzdělávání. V té době již byl zatčen profesor Bernard a po dlouhém věznění zahynul v koncentračním táboře na pochodu smrti.

### Komunistická totalita

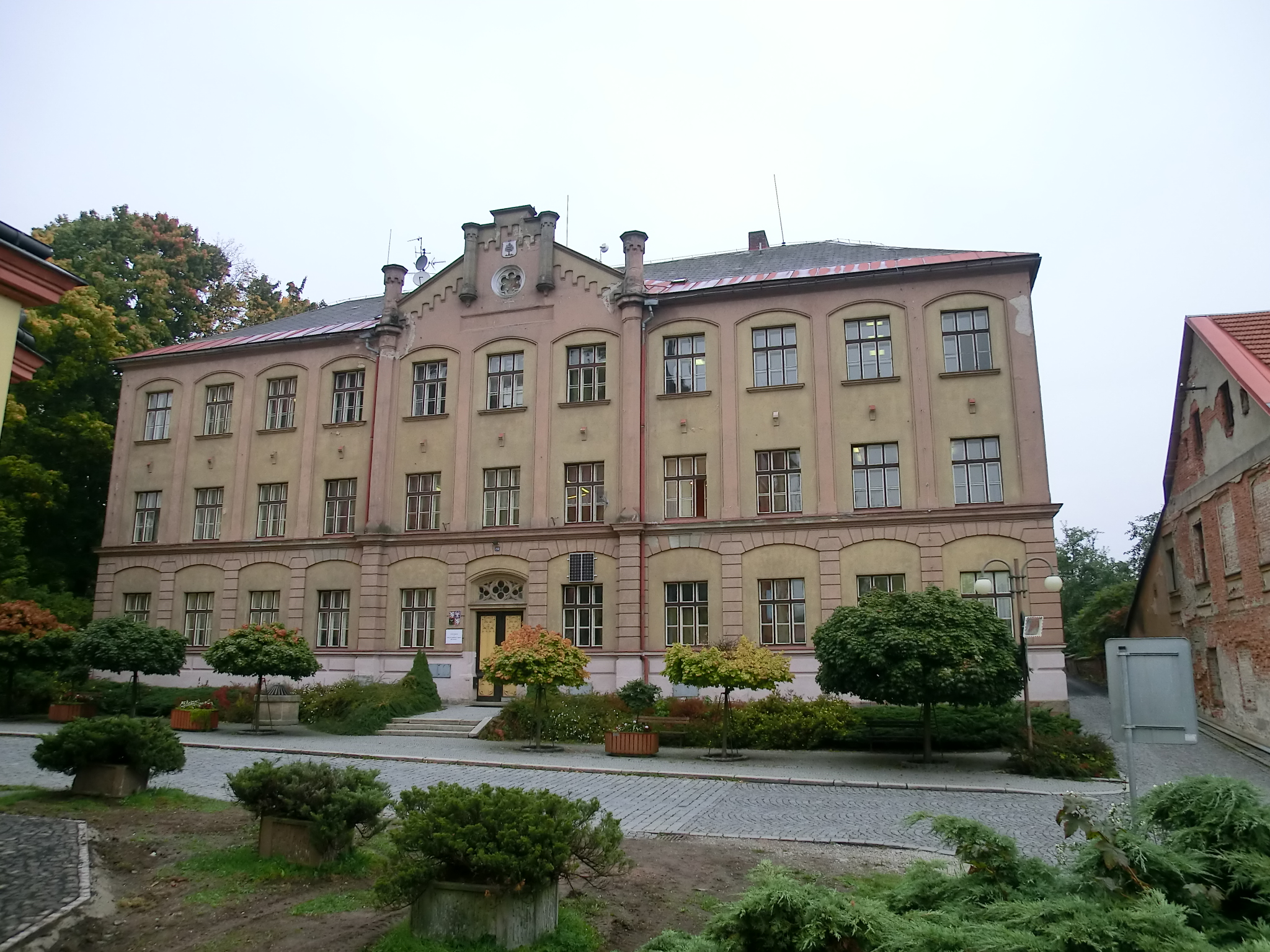
Bývalá budova gymnázia v Kostelní ulici

Škola byla obnovena již dne 15. května 1945, 28. května začala výuka. Učilo se i o prázdninách, aby si studenti oktávy mohli doplnit vědomosti. Ve školním roce 1945-46 studovalo již 210 studentů a situace se zvolna normalizovala. Reorganizace školství v roce 1948 zcela změnila ráz školy, ale řada výrazných pedagogických osobností tu působila i v dalších letech.
Po srpnové okupaci 1968 se konaly prověrky a stranická organizace na gymnáziu byla zrušena jako nositelka pravicového oportunismu. Všichni členové této organizace byli vzápětí ze strany vyloučeni a dva učitelé, Jaroslav Dejmek (v rámci pražského jara jako předseda stranické organizace na gymnáziu neukočíroval údajný protisovětský oportunismus) a Josef Faistauer dostali v roce 1975 výpověď.
V letech 1973 až 1975 procházelo gymnázium velkou krizí, mělo necelých 140 studentů a hrozilo mu zavření. Díky dobré myšlence vedení školy, příznivců lyžování a pochopení nadřízených orgánů byla v roce 1976 otevřena první sportovní třída zaměřená na lyžování. Tím se začala odvíjet nová éra jilemnického gymnázia. Po podpisu Charty 77 a projevu na pohřbu disidenta Pavla Wonky musela roku 1988 ze školy odejít jediná učitelka němčiny Mgr. Hana Jüptnerová

### Současnost
V roce 2006 v rámci optimalizace školství v Libereckém kraji bylo gymnázium sloučeno se Střední průmyslovou školou textilní. Textilní obory v důsledku známých důvodu přesunu celosvětové výroby textilu do zemí s levnou pracovní silou postupně zanikly a byly nahrazeny Technickým lyceem. Gymnázium pokračovalo jako čtyřleté studium, čtyřleté studium se sportovní přípravou a osmileté studium.
Ve školním roce 2012/2013 zahájily svou činnost dva vzdělávací programy: Informační technologie a veřejnosprávní činnost, avšak ty byly v roce 2019/2020 ukončeny a nahrazeny oborem praktická sestra.

## Seznam ředitelů/ředitelek
- 1996 - 2006 Mgr. Helena Henychová
- 2006 - 2011 Mgr. Jiří Šorm
- 2011 - 2018 PaeDr. Václav Hartmann
- od 2018 Mgr. Daniel Martinek, LL.M.

## Osobnosti

### Absolventi
- Zdenko Feyfar (1913–2001), fotograf
- Jaroslav Cardal (1919–2010), lyžař
- Jiří Šlitr (1924–1969), herec, zpěvák, hudební skladatel, klavírista a výtvarník
- Stanislav Zindulka (1932–2019), herec
- Ladislav Nebeský (1937–1942), lingvista, básník, matematický badatel, pedagog, docent pro obor matematika, směr algebra a teorie čísel, autor binární poezie a jeden z autorů časopisu Slovo a slovesnost.
- Otakar Krámský (1959–2015), automobilový závodník
- Jakub Zindulka (* 1966), herec
- Zdeněk Vítek (* 1977), biatlonista, trenér ženské reprezentace biatlonu
- Jaroslav Soukup (* 1982), biatlonista
- Veronika Vítková (* 1988), biatlonistka
- Tereza Voborníková (* 2000), biatlonistka

### Kantoři
- Josef Bernard, odbojář, filolog
- Hana Jüptnerová (1952–2019), disidentka
- Jaroslav Dejmek, učitel, disident